# Courant stellaire
Les courants stellaires sont des groupes d'étoiles de la Voie lactée ou d'autres galaxies, d'âges et de vitesses voisines et alignées le long d'arcs courbes. Ils sont interprétés comme des groupes d'étoiles provenant de galaxies naines ou d'amas globulaires ayant interagi avec la galaxie où ils se trouvent aujourd'hui.

## Histoire
En 2006, le SDSS puis d'autres relevés astronomiques détectent des étoiles du halo galactique qui ont la même couleur et la même luminosité et semblent se déplacer de concert en formant de longs courants. En 2024, l'entrée en service du satellite astrométrique Gaia permet de multiplier les découvertes. En 2025, on connaît plus de 100 courants, généralement âgés d'environ 10 milliards d'années.

## Origine
Dès les premières découvertes, les astronomes ont pensé que les étoiles de chaque courant stellaire de la Voie lactée étaient nées ensemble dans une petite galaxie voisine et qu'elles avaient été entraînées par les forces de marée lors d'un rapprochement de leur galaxie d'origine (voire de sa fusion avec la Voie lactée). Les relevés astronomiques, notamment ceux de Gaia et d'APOGEE, ont permis de vérifier cette hypothèse et même, dans certains cas, de reconstituer la trajectoire passée des courants et de remonter ainsi à leur galaxie d'origine.